# Biure
Biure település Spanyolországban, Girona tartományban. Biure Capmany, Masarac, Pont de Molins, Boadella i les Escaules és Darnius községekkel határos. Lakosainak száma 223 fő (2024).

## Népesség
A település népessége az elmúlt években az alábbi módon változott:
| Lakosok száma | 111  | 653  | 419  | 446  | 284  | 234  | 243  | 245  | 232  | 223  |
|               | 1717 | 1887 | 1936 | 1960 | 1986 | 2004 | 2009 | 2014 | 2019 | 2024 |